# Khūchīreh
Khūchīreh (persiska: خچيره, Khachīreh, خوچیره) är en ort i Iran.   Den ligger i provinsen Alborz, i den norra delen av landet, 70 km nordväst om huvudstaden Teheran. Khūchīreh ligger 2 358 meter över havet och antalet invånare är 317.
Terrängen runt Khūchīreh är kuperad åt nordväst, men åt sydost är den bergig. Runt Khūchīreh är det ganska tätbefolkat, med 86 invånare per kvadratkilometer. Närmaste större samhälle är Kalīnak, 16,5 km väster om Khūchīreh. Trakten runt Khūchīreh består i huvudsak av gräsmarker.